# Rodeo (San Juan)
Rodeo é uma cidade da Argentina, localizada na província de San Juan.